# Belén (Nariño)
Belén é um município da Colômbia, localizado no departamento de Nariño.